# 閔及申
閔及申（？—？），字生甫，號園客，浙江湖州府烏程縣織里鎮晟舍人，軍籍，祖籍山東兗州府濟寧州，明朝政治人物。

## 生平
天啟元年（1621年）辛酉科浙江鄉試舉人，崇禎元年（1628年）戊辰科進士。授福建松溪縣知縣，調江西永新縣知縣，升禮部精膳司員外郎。

## 家族
出身晟舍閔氏望族。閔世翔孫，閔洪學第三子。娶潘士達女為妻。